# Freie Gesellschaft der Liebhaber der russischen Literatur
Die Freie Gesellschaft der Liebhaber der russischen Literatur (russisch Вольное общество любителей российской словесности Wolnoje obschtschestwo ljubitelei rossijskoi slowesnosti) war eine literarische Vereinigung, die von 1816 bis 1825 in Sankt Petersburg bestand. Die Gruppe stand den Dekabristen nahe, ihr Vorsitzender war ab 1819 Fjodor Glinka. Zu den Schriftstellern der Gruppe gehörten u. a. Alexander Bestuschew, dessen Bruder Nikolaj Bestuschew, Anton Delwig, Nikolaj Gneditsch, Alexander Gribojedow, Wilhelm Küchelbecker, Kondrati Rylejew und Orest Somow.
Nachdem der Aufstand der Dekabristen niedergeschlagen wurde, löste sich die Vereinigung auf.

## Quelle
- Karlheinz Kasper: Freie Gesellschaft der Liebhaber der russischen Literatur. In: Herbert Greiner-Mai (Hrsg.): Kleines Wörterbuch der Weltliteratur. VEB Bibliographisches Institut Leipzig 1983. S. 101f.